# 恒利达化工
恒利达化工（Henryda Chemical）是一家位于中国江苏省响水生态化工园区的化工厂。是吴中集团的全资子公司。在该公司公告中简称为“响水恒利达”。
恒利达化工距2019年发生爆炸的天嘉宜化工约三公里。

## 历史
2016年7月，吴中集团完成对恒利达化工的收购。
2018年4月18日，央视经济频道的《经济半小时》栏目报道了灌河下游的环境污染问题。
4月19日，江苏省环保厅要求彻查灌河下游三个工业园区（燕尾港、堆沟港与陈家港）的污染问题。随后恒利达化工被要求停产。
12月28日，恒利达化工宣布获得县政府批准，将于12月29日复产。
2019年3月21日，同一个化工园区的天嘉宜化工发生爆炸。恒利达化工受到爆炸波冲击。屋顶坍塌，门窗被冲毁。 企业再次停产，没有确定的复产日期。